# Mekar Jati
Mekar Jati is een bestuurslaag in het regentschap Tanjung Jabung Barat van de provincie Jambi, Indonesië. Mekar Jati telt 2974 inwoners (volkstelling 2010).